# Looking for Richard
Looking for Richard (br: Ricardo III - Um Ensaio) é um documentário norte-americano de 1996, dirigido e estrelado por Al Pacino, do gênero drama, a produção é de Michael Hadge e Al Pacino.

## Sinopse
Paralelamente é narrada a clássica história de William Shakespeare, se sobrepondo aos ensaios e as conversas entre os atores sobre qual é a melhor forma de encená-la, além de entrevistar pessoas nas ruas, perguntando o que sabem sobre Shakespeare.

## Elenco
- Al Pacino (Ricardo III / Al Pacino)
- Penelope Allen (Rainha Elizabeth / Penelope Allen)
- Gordon MacDonald (Dorset)
- Madison Arnold (Rivers)
- Vincent Angell (Grey)
- Harris Yulin (Rei Eduardo IV / Harris Yulin)
- Timmy Prairie (Príncipe Eduardo)
- Kevin Conway (Hastings / Kevin Conway)
- Kevin Spacey (Buckingham / Kevin Spacey)
- Winona Ryder (Lady Anne / Winona Ryder)
- Aidan Quinn (Richmond)
- Kenneth Branagh (Kenneth Branagh)
- James Earl Jones (James Earl Jones)
- F. Murray Abraham
- Alec Baldwin (Clarence)